# Albrecht Penck
Albrecht Friedrich Karl Penck (ur. 25 września 1858 w Lipsku, zm. 7 marca 1945 w Pradze) – niemiecki geograf i geomorfolog.
Studiował chemię, botanikę, mineralogię i geologię w Lipsku od 1875 roku. W 1878 uzyskał doktorat napisany pod kierunkiem mineraloga Ferdinanda Zirkela. Od 1880 kontynuował naukę u Karla Zittela w Monachium w dziedzinie paleontologii. W 1885 przyjął posadę w nowo utworzonej katedrze geografii fizycznej na Uniwersytecie Wiedeńskim, gdzie oprócz zwykłych wykładów wprowadził obowiązkowe wycieczki. W Wiedniu pracował do 1906,  a później – od 1906 do 1926 – w Berlinie. Do 1922 pełnił funkcję dyrektora muzeum oceanograficznego w Berlinie. Specjalizował się w geomorfologii, w szczególności zajmując się glacjologią. W 1926 odznaczony został Pour le Mérite za naukę. W 1927 otrzymał doktorat  honoris causa Uniwersytetu w Innsbrucku
Był redaktorem wydawnictw geograficznych.